# Ressonância de Helmholtz
A ressonância de Helmholtz é um fenómeno que ocorre quando o ar passa por uma cavidade e, devido a isso, ressoa. O dispositivo que demonstra tal fenómeno, o ressonador de Helmholtz, foi criado em meados de 1860 por Hermann von Helmholtz para demonstrar as altas variedades de tons. Um exemplo do ressonador de Helmholtz é o som criado quando alguém assopra pelo gargalo de uma garrafa vazia. Um dos vários instrumentos que existem usando esse princípio é a ocarina.